# デフゲラーン
デゴラン (Dêwlan _ دهگلان _ دێولان) はクルディスタン州の都市の 1 つで、デゴラン市の中心部は肥沃なライラク平原の中心に位置し、スラル川の隣にあります。デゴラン市はサナンダジュの東 45 キロメートル (サナンダジュからハマダーンへ向かう途中) に位置し、人口は 52,701 人 (2020 年の推定) [2] デゴランの平原は肥沃で、小麦、ジャガイモ、タマネギ、ニンジン、キュウリとエンドウ豆は最も重要な作物の一つです。ここが街だ。デゴランの人々はクルド語を話し、クルド語であるライラキのアルダラニ方言を話します。
デフゲラーン（ペルシア語: دهگلان, クルド語: دێولان、Dehgolān/Dewlan/Deolan）とは、イランの都市でコルデスターン州デフゲラーン郡の郡中心市に定められている。2016年の調査では人口45,386人9,920世帯。